# Шаблыкинский район
Шаблыкинский район — административно-территориальная единица (район) и муниципальное образование (муниципальный район) в Орловской области России.
Административный центр — посёлок городского типа Шаблыкино.

## География
Расположен в западной части Орловской области.
Граничит с районами Орловской области: на севере с Хотынецким, на востоке с Урицким, на юго-западе с Сосковским и Дмитровским; с районами Брянской области: на западе с Навлинским, Брасовским, Карачевским.
Время
Шаблыкинский район, как и вся Орловская область, находится в часовой зоне МСК (московское время). Смещение применяемого времени относительно UTC составляет +3:00.

### Климат
Климат района умеренно-континентальный (в классификации Кёппена — Dfb). Удалённость от моря и  взаимодействующие между собой северо-западные океанические и восточные континентальные массы воздуха определяют характер погоды. Зима умеренно прохладная. Периодически похолодания меняются оттепелями. Лето неустойчивое, со сменяющимися периодами сильной жары и прохлады. Среднегодовая температура воздуха составляет +5 °C — +6 °C.
Атмосферные осадки выпадают в умеренном количестве, по месяцам распределяются неравномерно — наибольшее их количество выпадает в летнее время.
Водные ресурсы
Основные реки района — Навля, Водоча, Цон, Мох.

## История
По одной из версий название Шаблыкино пошло от фамилии помещика, который владел этими землями. Затем этими землями владели Киреевские. С августа 1821 года Шаблыкино стало принадлежать после смерти матери Киреевскому Николаю Васильевичу . После Киреевского землями района владел его наследник помещик С. В. Блохин.
В результате археологических раскопок на территории района найдены следы поселений, относящихся к XI—XIII векам. Вблизи деревни Слободка было обнаружено городище Большая Слободка, которое отождествляют с летописным городом Болдыж. В одном из раскопанных поселений, между деревней Какуренкой и Водоцким Городищем — Бутырки, было обнаружено балтское поселение.
После революции в 1919 году был образован совхоз «Бронь-бригада». В 1925 году совхоз стал колхозом «Согласие». В 1929 году вместо колхоза была создана коммуна «Авангард».
17 июня 1929 года в Брянском округе Западной области в числе прочих образован Шаблыкинский район с центром в селе Шаблыкино.
27 сентября 1937 года Шаблыкинский район был передан образованной Орловской области.
До войны в районе было 111 колхозов, 1 совхоз, 2 МТС, 21 сельский Совет. Хозяйства района были в основном зерноводческие.
По данным 1937 года в районе было 57 школ: 2 средних, 10 неполных средних и 45 начальных, в которых училось 7895 учеников.
По опубликованным данным 01.01.1941 года в районе проживало 32 090 человек, а на 01.11.1944 года — 26 898 человек.
Территорию района немцы оккупировали 4 октября 1941 года и находились на её территории 22 месяца. Жители были обложены налогом. Каждое крестьянское хозяйство обязано было сдавать 120 пудов картофеля, 5 пудов мяса, 300 литров молока и 1500—2000 рублей. В случае неуплаты — имущество конфисковывалось. Во время войны в районе действовало подполье, в составе около 50 человек. Руководили подпольем редактор районной газеты — Григорий Ильич Лазутин и председатель села Высокое — Матрёна Рубцова. Территория всего района была освобождена в августе 1943 года.
1 февраля 1963 года Шаблыкинский район был ликвидирован и его территория включена в состав Урицкого сельского района.
3 марта 1964 года Указом Президиума Верховного Совета РСФСР вновь был образован Шаблыкинский сельский район с центром с. Шаблыкино.
12 января 1965 года Указом Президиума Верховного Совета РСФСР от 12.01.1965 года № 9-44 — образован Шаблыкинский район.
21 декабря 1973 года селу Шаблыкино присвоен статус рабочего посёлка.

## Население
| 1941   | 1944    | 1959    | 1970    | 1979    | 1989    | 2002  | 2009  | 2010  |
| ------ | ------- | ------- | ------- | ------- | ------- | ----- | ----- | ----- |
| 32 090 | ↘26 898 | ↘21 766 | ↘17 622 | ↘12 684 | ↘10 644 | ↘9588 | ↘7900 | ↗8045 |
| 2012   | 2013    | 2014    | 2015    | 2016    | 2017    | 2018  | 2019  | 2020  |
| ↘7674  | ↘7417   | ↘7189   | ↘7033   | ↘7009   | ↘7002   | ↘6968 | ↘6881 | ↘6766 |
| 2021   | 2023    |         |         |         |         |       |       |       |
| ↘6138  | ↘5916   |         |         |         |         |       |       |       |

### Урбанизация
В городских условиях (пгт Шаблыкино) проживают 47,4 % населения района.

### Национальный состав
По итогам переписи населения 2020 года проживали следующие национальности (национальности менее 0,1 % и другое, см. в сноске к строке «Другие»):
| Национальность   | Численность, чел. | Доля     |
| ---------------- | ----------------- | -------- |
| Русские          | 5558              | 90,55 %  |
| Турки            | 66                | 1,08 %   |
| Украинцы         | 61                | 0,99 %   |
| Чеченцы          | 50                | 0,81 %   |
| Узбеки           | 45                | 0,73 %   |
| Таджики          | 40                | 0,65 %   |
| Цыгане           | 34                | 0,55 %   |
| Молдаване        | 28                | 0,46 %   |
| Азербайджанцы    | 24                | 0,39 %   |
| Табасараны       | 22                | 0,36 %   |
| Лезгины          | 16                | 0,26 %   |
| Белорусы         | 8                 | 0,13 %   |
| Турки-месхетинцы | 7                 | 0,11 %   |
| Татары           | 7                 | 0,11 %   |
| Армяне           | 7                 | 0,11 %   |
| Другие           | 165               | 2,71 %   |
| Итого            | 6138              | 100,00 % |

Конфессиональный состав
Большинство населения считает себя православными. Есть также мусульмане.

## Административно-муниципальное устройство
Шаблыкинский район в рамках административно-территориального устройства включает 7 сельсоветов и 1 посёлок городского типа.
В рамках организации местного самоуправления на территории района созданы 8 муниципальных образований, в том числе 1 городское и 7 сельских поселений:
| № | Муниципальное образование        | Административный центр | Количество населённых пунктов | Население (чел.) | Площадь (км²) |
| - | -------------------------------- | ---------------------- | ----------------------------- | ---------------- | ------------- |
| 1 | городское поселение Шаблыкино    | пгт Шаблыкино          | 1                             | ↘2804            | 11,49         |
| 2 | Герасимовское сельское поселение | село Герасимово        | 8                             | ↘218             | 94,01         |
| 3 | Косулическое сельское поселение  | деревня Косуличи       | 6                             | ↘328             | 83,72         |
| 4 | Молодовское сельское поселение   | село Молодовое         | 9                             | ↘501             | 98,44         |
| 5 | Навлинское сельское поселение    | село Навля             | 13                            | ↘481             | 112,8         |
| 6 | Сомовское сельское поселение     | село Сомово            | 6                             | ↘578             | 139,51        |
| 7 | Титовское сельское поселение     | село Титово            | 7                             | ↘268             | 111,03        |
| 8 | Хотьковское сельское поселение   | село Хотьково          | 14                            | ↘738             | 196,66        |

## Населённые пункты
В Шаблыкинском районе 64 населённых пункта.
| №  | Населённый пункт  | Тип     | Население | Муниципальное образование        |
| -- | ----------------- | ------- | --------- | -------------------------------- |
| 1  | Алексеевский      | посёлок | 0         | Навлинское сельское поселение    |
| 2  | Башкирёво         | деревня | 1         | Хотьковское сельское поселение   |
| 3  | Белоусовка        | деревня | 7         | Молодовское сельское поселение   |
| 4  | Бычанец           | деревня | 19        | Титовское сельское поселение     |
| 5  | Водоцкое Городище | деревня | 45        | Герасимовское сельское поселение |
| 6  | Волково           | деревня | 0         | Титовское сельское поселение     |
| 7  | Воробьёвка        | деревня | 16        | Навлинское сельское поселение    |
| 8  | Воронцово         | село    | ↘69       | Молодовское сельское поселение   |
| 9  | Высокое           | село    | ↘114      | Косулическое сельское поселение  |
| 10 | Гавриловское      | село    | 16        | Герасимовское сельское поселение |
| 11 | Герасимово        | село    | ↘243      | Герасимовское сельское поселение |
| 12 | Глинки            | село    | 1         | Хотьковское сельское поселение   |
| 13 | Глыбочка          | село    | 55        | Сомовское сельское поселение     |
| 14 | Давыдово          | деревня | 0         | Герасимовское сельское поселение |
| 15 | Доброволец        | посёлок | 13        | Титовское сельское поселение     |
| 16 | Дюкарево          | деревня | 11        | Хотьковское сельское поселение   |
| 17 | Жулино            | деревня | 1         | Молодовское сельское поселение   |
| 18 | Ивановка          | деревня | 4         | Герасимовское сельское поселение |
| 19 | Ивановка          | деревня | 36        | Навлинское сельское поселение    |
| 20 | Какуренка         | деревня | 22        | Герасимовское сельское поселение |
| 21 | Климово           | село    | 52        | Герасимовское сельское поселение |
| 22 | Козыревка         | деревня | 0         | Навлинское сельское поселение    |
| 23 | Костеевка         | деревня | 0         | Молодовское сельское поселение   |
| 24 | Косуличи          | деревня | ↘192      | Косулическое сельское поселение  |
| 25 | Красная Заря      | посёлок | 0         | Навлинское сельское поселение    |
| 26 | Кремль            | деревня | 12        | Хотьковское сельское поселение   |
| 27 | Кресты            | деревня | 0         | Хотьковское сельское поселение   |
| 28 | Кривошеево        | деревня | 1         | Хотьковское сельское поселение   |
| 29 | Лесничество       | посёлок | ↘69       | Навлинское сельское поселение    |
| 30 | Лидино            | деревня | 0         | Сомовское сельское поселение     |
| 31 | Лобки             | село    | 4         | Титовское сельское поселение     |
| 32 | Маговка           | деревня | 1         | Хотьковское сельское поселение   |
| 33 | Молодовое         | село    | ↗465      | Молодовское сельское поселение   |
| 34 | Муравельник       | село    | 45        | Навлинское сельское поселение    |
| 35 | Навля             | село    | ↘199      | Навлинское сельское поселение    |
| 36 | Натальино         | деревня | 0         | Навлинское сельское поселение    |
| 37 | Новосёлки         | деревня | ↘136      | Косулическое сельское поселение  |
| 38 | Окалёнка          | деревня | 15        | Хотьковское сельское поселение   |
| 39 | Петрушково        | село    | ↘61       | Косулическое сельское поселение  |
| 40 | Прудки            | деревня | 1         | Хотьковское сельское поселение   |
| 41 | Ржавец            | посёлок | 7         | Молодовское сельское поселение   |
| 42 | Робье             | село    | ↘145      | Титовское сельское поселение     |
| 43 | Розоново          | посёлок | 0         | Навлинское сельское поселение    |
| 44 | Рядовичи          | деревня | ↘223      | Сомовское сельское поселение     |
| 45 | Рязанка           | деревня | 8         | Сомовское сельское поселение     |
| 46 | Садовый           | посёлок | 0         | Молодовское сельское поселение   |
| 47 | Сельстрой         | посёлок | ↘287      | Хотьковское сельское поселение   |
| 48 | Семёновка         | село    | 1         | Хотьковское сельское поселение   |
| 49 | Слободка          | деревня | 24        | Сомовское сельское поселение     |
| 50 | Смородиновка      | деревня | 7         | Навлинское сельское поселение    |
| 51 | Сомово            | село    | ↗801      | Сомовское сельское поселение     |
| 52 | Софиевка          | деревня | 1         | Молодовское сельское поселение   |
| 53 | Титово            | село    | ↘219      | Титовское сельское поселение     |
| 54 | Хитрова Слободка  | деревня | 21        | Косулическое сельское поселение  |
| 55 | Хотьково          | село    | ↘765      | Хотьковское сельское поселение   |
| 56 | Черновский        | посёлок | 12        | Титовское сельское поселение     |
| 57 | Шаблыкино         | пгт     | ↘2804     | городское поселение Шаблыкино    |
| 58 | Широкий           | посёлок | 5         | Навлинское сельское поселение    |
| 59 | Юрасово           | деревня | 1         | Хотьковское сельское поселение   |
| 60 | Юрово             | деревня | 0         | Герасимовское сельское поселение |
| 61 | Юшково            | село    | ↘157      | Навлинское сельское поселение    |
| 62 | Яблочково         | деревня | 11        | Косулическое сельское поселение  |
| 63 | Яхонтово          | деревня | 1         | Хотьковское сельское поселение   |
| 64 | Ячное             | село    | 1         | Молодовское сельское поселение   |

Упразднённые населённые пункты:
- 2004 год — деревни Зелёная Роща и Катино Молодовского сельсовета, поселки Озерки и Орлик Молодовского сельсовета, деревни Гримовский хутор, Железное Городище и Липник Сомовского сельсовета, деревня Кучеряево Титовского сельсовета, поселки Белый Мох и Куркаты Титовского сельсовета, деревня Вербник Хотьковского сельсовета[30].

## Экономика

### Промышленность
В районе основными предприятиями, которые имеют вид деятельности обрабатывающее производство, являются МУП «Бытовик» — производство швейных изделий, филиал ЗАО «Крахмалопродукты», выпускающий крахмал пшеничный, хлебцы. А также:
- СПК «Русь»
- ОАО «Победа»
- ООО «Шаблыкинский Агрокомплекс»
- ООО «Сушпродукт»

### Сельское хозяйство
Аграрный сектор района представлен крупными сельхозтоваропроизводителями, крестьянско-фермерскими хозяйствами и более трех тысячами владельцев личных подсобных хозяйств граждан. Общая площадь сельскохозяйственных угодий составляет 63,9 тыс.га. В общем объёме внутреннего валового продукта района доля сельского хозяйства составляет 62 %. Основными направлениями аграрного сектора являются производство зерна, молочно-мясное производство.
Помимо этого в районе есть два охотхозяйства — ООО «Заимка» и «Районное общество охотников и рыболовов».

## Здравоохранение
Здравоохранение района представлено БУЗ «Шаблыкинская ЦРБ», Сомовской врачебной амбулаторией, фельдшерско-акушерскими пунктами. Больница, врачебная амбулатория и ФАПы имеют набор помещений для проведения лечебно-профилактических мероприятий.

## Образование
В районе образовательную деятельность осуществляют 10 образовательных учреждений, из них:
4 — средние общеобразовательные школы,
2 — основные общеобразовательные школы,
2 — учреждения дополнительного образования,
1 дошкольное образовательное учреждение и 5 дошкольных групп на базе образовательных учреждений.

## Культура
В районе для удовлетворения культурных запросов и духовных потребностей в сфере досуга имеется: муниципальное учреждение «Межпоселенческий Дом культуры», 14 сельских клубов и Домов культуры, «Межпоселенческая централизованная библиотечная система» в состав которой входят: центральная библиотека, детская библиотека, 13 сельских библиотек.

## Спорт
Спортивная база района насчитывает 16 объектов спорта: 1 многофункциональный спортивно-оздоровительный комплекс 5 спортивных залов, 3 нестандартных спортивных зала, 1 стрелковый тир, 7 плоскостных спортивных сооружений.
Многофункциональный спортивно-оздоровительный комплекс был открыт в августе 2018 года, он оснащён футбольным полем 20 м х 40 м, хоккейным кортом 20×40 м, который в летнее время может использоваться как баскетбольная площадка 15×26 м, волейбольная площадка 9×18 м. Кроме того, спортивный комплекс оборудован ямой для прыжков в длину и зоной воркаута со спортивными снарядами.

## Достопримечательности
В районе расположен памятник историко-культурного наследия «Усадьба Кириевского».

### Памятники природы
- водные — озеро «Индовище», озеро карстового происхождения Званое
- лесные — «Хотьковские дачи», урочище «Посадки»
- парки — «Хотьковский», «Киреевский»